# Central European History
Central European History ist eine akademische Fachzeitschrift der Geschichtswissenschaft. Sie wird vierteljährlich von Cambridge University Press im Auftrag der Central European History Society (CEHS, früher Conference Group for Central European History) in der American Historical Association veröffentlicht.
Central European History wurde 1968 gegründet und wird von Andrew I. Port und Julia Torrie herausgegeben. Die Zeitschrift behandelt alle Bereiche der Geschichte Zentraleuropas seit dem Mittelalter bis in die Gegenwart. Zur Qualitätssicherung der eingereichten Beiträge unterliegt die Zeitschrift dem gängigen Verfahren des Peer-Reviews.